# Borneokortvleugel
De borneokortvleugel (Brachypteryx erythrogyna) is een zangvogel uit de familie Muscicapidae (vliegenvangers). De vogel werd in1888 door  Richard Bowdler Sharpe geldig beschreven. Later werd de soort beschouwd als een ondersoort van de blauwe kortvleugel, B. montana (sensu lato).

## Kenmerken
De vogel is ongeveer 13 cm lang, iets kleiner dan een roodborst (E. rubecula), maar met hetzelfde gedrongen postuur. Het mannetje is roetzwart, van boven donkerder dan van onder met een witte, korte wenkbrauwstreep. Het vrouwtje is donkergrijs van boven en heeft een geheel roestbruine buik en borst.

## Verspreiding en leefgebied
De vogel komt alleen voor op Borneo. De leefgebieden liggen in terrein met natuurlijk bos en struikgewas op hoogten tussen 800 en 3600 meter boven zeeniveau. De vogel is niet zeldzaam en staat als niet bedreigd op de rode lijst van de IUCN.